# پوکاسپتک
پوکاسِپِتِک (به مجاری:  Pókaszepetk) یک شهرداری در مجارستان است که در زالا واقع شده‌است. پوکاسپتک ۱۸٫۶۹ کیلومتر مربع مساحت و ۱٬۰۴۲ نفر جمعیت دارد.